# Mulini di Paternò
I mulini di Paternò furono una serie di mulini ad acqua situati nelle campagne agricole del territorio di Paternò, in provincia di Catania.

## Storia
La presenza dei primi mulini nel territorio paternese venne documentata a partire dalla dominazione normanna, ossia tra l'XI e il XII secolo, ma la loro edificazione avvenne probabilmente nel periodo della dominazione araba. Fu la ricchezza di sorgenti idriche di cui dispone il territorio di Paternò (Maimonide, Monafria, Nocella, Vana), che favorì lo sviluppo delle attività molitorie, e costituirono la principale fonte di alimentazione delle saje.
Nel 1750 risultarono 19 i mulini ad acqua dislocati nel territorio, e fino ai primi dell'Ottocento appartennero ai monaci benedettini. Dopo l'Unità d'Italia questi mulini furono acquistati dai borghesi.
Con i progressi nel campo della coltura di inizio Novecento, i mulini furono abbandonati o demoliti, come quelli di contrada Ponte Barca, dove al loro posto oggi si trova una diga.

## I mulini oggi
Oggi gran parte dei pochi mulini rimasti visibili a Paternò sono in stato di abbandono, diroccati, oppure ristrutturati e adibiti a private abitazioni. Ancora attivo è il Mulino Fallica in contrada Junco, gestito da una locale cooperativa agricola per la lavorazione artigianale del grano.
Essi sono concentrati per la maggior parte nella cosiddetta "via dei mulini" tra la contrada delle Salinelle e contrada Bella Cortina.

## Elenco dei mulini
- Spruveri
- Vecchia
- Chiesetta di Monserrato
- Rocche
- Carrabotta
- Giacobbe
- Rovetto
- Mulinello
- Serra
- Pista
- Fornace
- Vana
- Biviere
- Barca I
- Barca II